# 张君臣
张君臣（？—？），姓不详，张氏，名君臣，是张老的儿子，晋国中军司马。
前559年，晋平公继位，任命张君臣担任中军司马。